# Konrad Wegmann
Konrad Wegmann (* 7. Dezember 1932 in Berlin; † 11. März 2008 in Bochum) war ein deutscher Politologe und ab 1984 außerordentlicher Professor für Sinologie an der Ruhr-Universität Bochum. Er beschäftigte sich mit der Menschenrechtsfrage in China.

## Leben
Nach Aufenthalt in Taiwan wurde Wegmann 1963 persönlicher, deutschsprachiger Sekretär und Berater von Jiang Weiguo, Sohn des damaligen Präsidenten der Republik China auf Taiwan Tschiang Kaishek und Adoptivbruder des späteren Präsidenten Jiang Jingguo. Wegmann leitete das DFG-Projekt „Strafrecht in der VR China – eine Dokumentation“, bei dem er Sinologen und Politologen zusammenbrachte. Anlässlich seines 75. Geburtstags richtete Martin Woesler für ihn das Symposium „Recht und Gerechtigkeit in China“ an der Hochschule für Angewandte Sprachen (München) aus. Aus seiner ersten Partnerschaft hat Wegmann einen Sohn.
Er verstarb am 11. März 2008 in Bochum.

## Publikationen

### Als Autor
- Der Han- und der Tang-Kodex – Die Konzeption von li und fa. In: Harald Holz, Konrad Wegmann (Hrsg.), Rechtsdenken: Schnittpunkte West und Ost: Recht in den gesellschafts- und staatstragenden Institutionen Europas und Chinas. LIT-Verlag, Münster 2005, ISBN 3-8258-8695-6, S. 182–208.
- Montesquieu als ‚Lehrer‘ der Rechtsphilosophie für China; Yan Fu: sein ‚Übersetzer‘.  In: Konrad Wegmann (Hrsg.), Rechtsdenken: Schnittpunkte West und Ost: Recht in den gesellschafts- und staatstragenden Institutionen Europas und Chinas. LIT-Verlag, Münster 2005, ISBN 3-8258-8695-6, S. 334–374.

- Fragen der Rechtsphilosophie zwischen West und Ost. Europäischer Universitätsverlag, Berlin/Bochum u. a. 2006, ISBN 3-89966-216-4.
- Philosophical Questions of Right and Law: West-East. European University Press, Berlin/Bochum/London/Paris 2006, ISBN 3-89966-215-6.
- Studien zum politischen System der Volksrepublik China I. LIT-Verlag, Münster 1999 ISBN 3-8258-2873-5. DNB 955555388

### Herausgeberschaft
- Studien zur chinesischen Wirtschaft. LIT-Verlag, Münster 1996, ISBN 3-8258-2867-0.

- mit Bernd Kaluza: Gedanken zur chinesischen Zukunft. LIT-Verlag, Münster 1998, ISBN 3-8258-2871-9.
- Politisches Denken Chinas in alter und neuer Zeit. LIT-Verlag, Münster 2000, ISBN 3-8258-2874-3.
- Menschenrechte: Rechte und Pflichten in Ost und West. LIT-Verlag, Hamburg 2001,  ISBN 3-8258-5449-3.
- mit Harald Holz unter Mitarbeit von Herbert Götzl: Rechtsdenken: Schnittpunkte West und Ost – Recht in den gesellschafts- und staatstragenden Institutionen Europas und Chinas. LIT-Verlag, Münster 2005, ISBN 3-8258-8695-6.
- mit Claudia von Collani, Harald Holz: Uroffenbarung und Daoismus – Jesuitische Missionshermeneutik des Daoismus. Europäischer Universitätsverlag, Berlin/Bochum u. a. 2998, ISBN 978-3-89966-263-4.

- Buchreihe Strukturen der Macht, Studien zum politischen Denken (16 Bände)